# 2018년 헤센 주의회 선거
2018년 헤센 주의회 선거는 제20대 헤센 주의회 의원을 선출하기 위해 2018년 10월 28일 시행됐다. 선거 결과 기독교민주연합과 사회민주당이 모두 득표율이 10%P 이상 떨어졌으며, 특히 사민당은 헤센주에서 전후 최초로 3위로 추락했다. 반대로 녹색당은 20% 가까운 득표율을 얻어 제2당 자리를 차지했으며, 독일을 위한 대안은 첫 원내 진출에 성공했다. 선거가 끝난 후 앙겔라 메르켈은 책임을 지기 위해 기민련 의장직에서 물러나겠다고 밝혔다.